# 来伊份

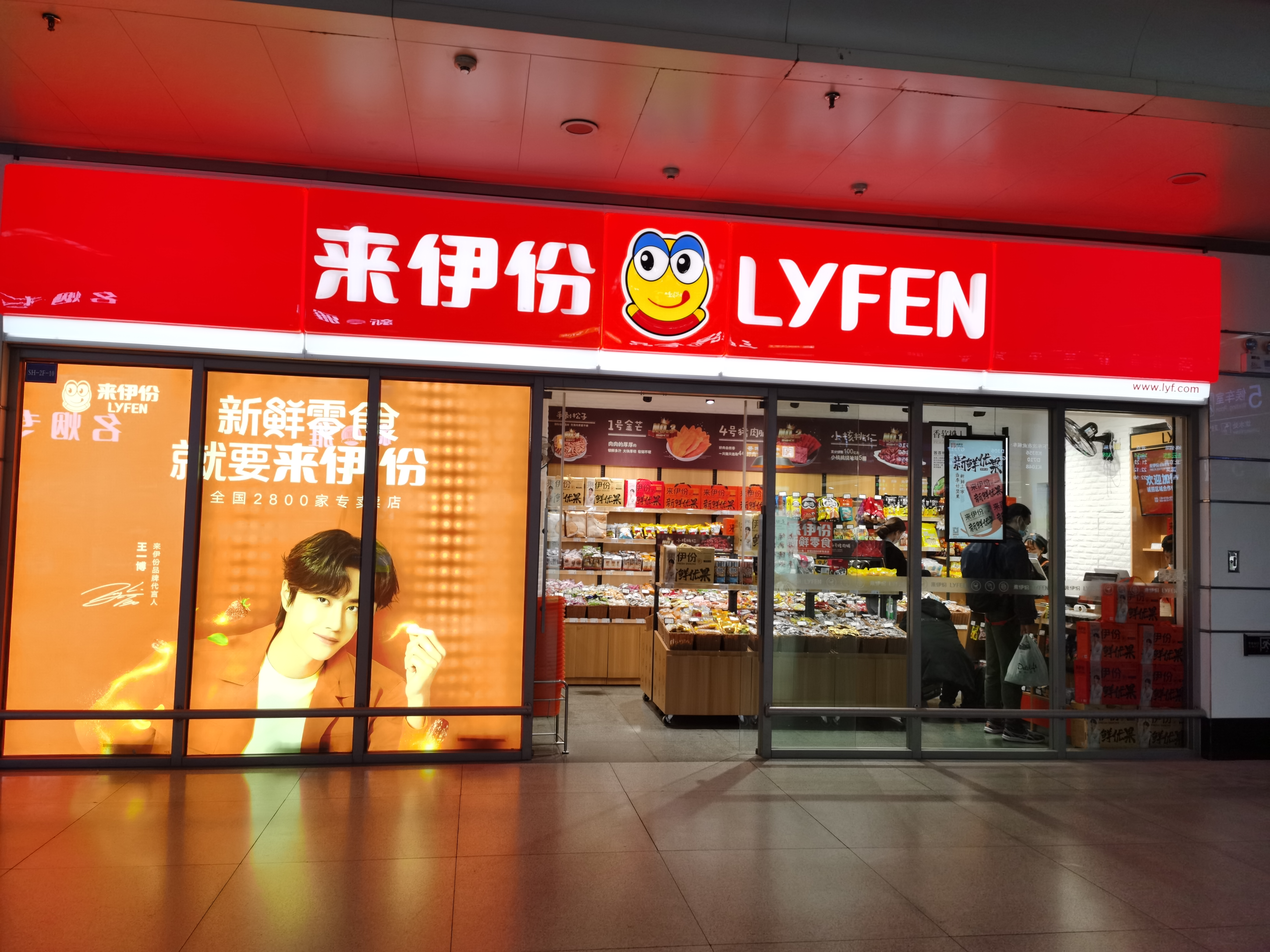
位于上海站二楼候车区外的来伊份门店

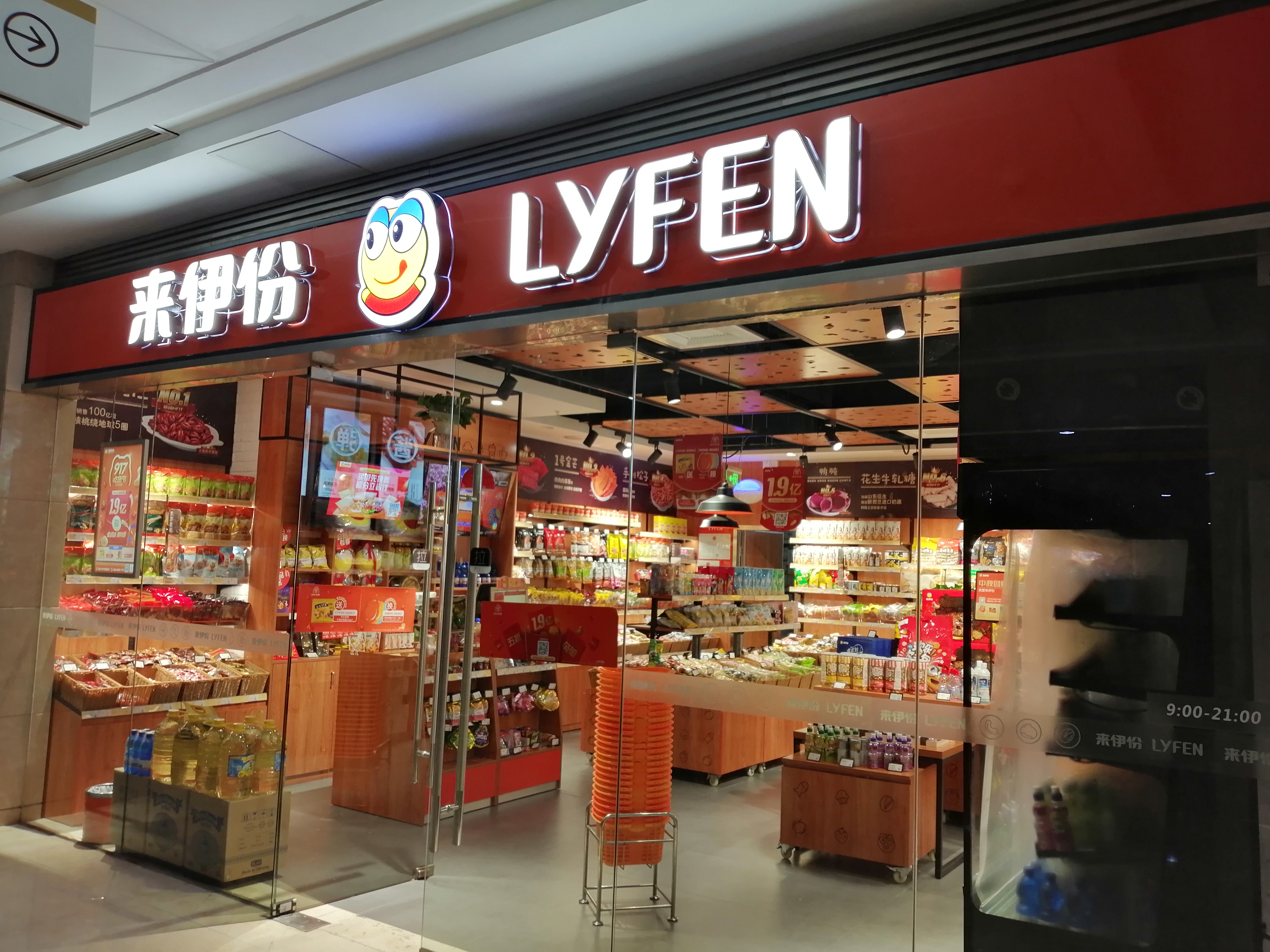
位于苏州工业园区星海广场的来伊份门店

来伊份(上海来伊份股份有限公司，上交所：603777)是一家中国连锁休闲食品店，总部位于上海。

## 历史
1999年由郁瑞芬创建于上海，原名上海爱屋食品有限公司。2002年创立来伊份品牌，2016年10月12日在上海证券交易所成功上市。截至2018年6月30日，公司有近1400个产品，总门店数达到2628家。

## 争议
由于其采用代工生产模式，公司并不直接生产商品，屡遭消费者食品质量投诉。